# Тувайк
Тувайк, или Джебел Тувайк (на арабски: جبل طويق) е нископланинска верига в централната част на Арабския полуостров, в Саудитска Арабия. Има форма на куестова дъга, изпъкнала на изток, простираща се от север на юг (между 20° и 26° с.ш.) на около 1000 km. Максимална височина връх Хашим абу Либда 1143 m, издигащ се в централната ѝ част. относителното превишение над околните равнини е от 300 до 500 m. Изградена е предимно от юрски варовици с множество карстови форми на релефа. Цялата планина е прорязана от долините на временни реки (уади). Покрита е с рядка тревиста и храстова пустинна растителност. По източното му подножие са разположени няколко големи оазиса – Ал Афладж, Ал Хаута, столицата на Саудитска Арабия град Рияд и др.